# Capitoli di Jujutsu kaisen - Sorcery Fight
Questa è la lista dei capitoli di Jujutsu kaisen - Sorcery Fight, manga di Gege Akutami serializzato sulla rivista Weekly Shōnen Jump di Shūeisha dal 5 marzo 2018 al 30 settembre 2024. I capitoli sono stati raccolti e pubblicati in 30 volumi tankōbon dal 4 luglio 2018 al 25 dicembre 2024. Nel luglio 2019, Planet Manga ne ha annunciato la pubblicazione italiana, che è iniziata il 31 ottobre 2019.

## Volumi 1-10
| Nº | Titolo italiano Giapponese 「Kanji」 - Rōmaji | Data di prima pubblicazione             | Data di prima pubblicazione             |
| Nº | Titolo italiano Giapponese 「Kanji」 - Rōmaji | Giapponese                              | Italiano                                |
| 1  | Ryomen Sukuna 「両面宿儺」 - Ryōmen Sukuna | 4 luglio 2018 ISBN 978-4-08-881516-9    | 31 ottobre 2019 ISBN 978-88-912-8975-9  |
| 1  | Capitoli - 1. Ryomen Sukuna (両面宿儺?, Ryōmen Sukuna) - 2. L'esecuzione rinviata (秘匿死刑?, Hitoku shikei) - 3. Per me stesso (自分のために?, Jibun no tame ni) - 4. Una ragazza con una corazza di ferro (鉄骨娘?, Tekkotsu musume) - 5. L'inizio (始まり?, Hajimari) - 6. La manifestazione terrena dell'utero maledetto (呪胎戴天?, Jutai taiten) - 7. La manifestazione terrena dell'utero maledetto 2 (呪胎戴天―弐―?, Jutai taiten ―ni―) |                                         |                                         |
| 1  | Trama Yuji Itadori è un ragazzo che eccelle nell'usare le sue doti fisiche negli sport scolastici, ma che tuttavia preferisce far parte del Club dell'occulto. Lo stesso giorno in cui suo nonno viene a mancare, incontra Megumi Fushiguro, uno stregone dell'istituto di Arti Occulte di Tokyo, il quale è alla ricerca di un oggetto maledetto di grado speciale proveniente dallo spirito maledetto più potente della storia: Ryomen Sukuna. Gli amici di Yuji aprono accidentalmente il sigillo dell'oggetto maledetto e attirano i mostri nella loro posizione. Insieme, Yuji e Megumi cercano di respingere le maledizioni ma vengono messi all'angolo. Yuji ingerisce il dito di Sukuna per ottenere il suo potere e riesce a incarnare il demone. Dopo aver salvato i suoi amici, Yuji ottiene una proroga sulla sua esecuzione e diventa uno studente di Satoru Gojo, il più potente stregone, in modo che possa consumare tutte le venti dita di Sukuna e morire con esse. Yuji viene così accettato nell'istituto e fa la conoscenza con un'altra studentessa del primo anno, Nobara Kugisaki. Mentre Megumi si riprende dalle ferite, Gojo invia Yuji e Nobara in missione con il compito di esorcizzare una maledizione che infesta un edificio abbandonato a Roppongi. Successivamente i tre vengono inviati in missione per salvare i sopravvissuti sulla scena di un'apparizione di uno spirito maledetto. Una volta all'interno, si rendono conto di avere a che fare con uno spirito maledetto di alto livello. Yuji decide di tenerlo a bada da solo mentre i suoi compagni fuggono. |                                         |                                         |
| 2  | La manifestazione terrena dell'utero maledetto 「呪胎戴天」 - Jutai taiten | 4 settembre 2018 ISBN 978-4-08-881608-1 | 16 gennaio 2020 ISBN 978-88-912-9236-0  |
| 2  | Capitoli - 8. La manifestazione terrena dell'utero maledetto 3 (呪胎戴天―参―?, Jutai taiten ―san―) - 9. La manifestazione terrena dell'utero maledetto 4 (呪胎戴天―肆―?, Jutai taiten ―shi―) - 10. Dopo la pioggia (雨後?, Ugo) - 11. Un sogno (ある夢想?, Aru musō) - 12. Darsi da fare (邁進?, Maishin) - 13. Maratona di film (映画鑑賞?, Eiga kanshō) - 14. Attacco a sorpresa (急襲?, Kyūshū) - 15. Dominio (展開?, Tenkai) - 16. Compassione (情?, Jō) |                                         |                                         |
| 2  | Trama Con Megumi e Nobara al sicuro, Yuji scatena Sukuna per uccidere la maledizione. Tuttavia, Yuji non è in grado di riprendere immediatamente i sensi e Sukuna gli strappa il cuore per prenderlo in ostaggio. Megumi combatte Sukuna e rivela di aver salvato Yuji perché vuole salvare brave persone. Yuji riesce a reclamare il suo corpo grazie alle parole di Megumi, ma muore di conseguenza. In seguito alla morte di Yuji, Suguru Geto e tre dei suoi alleati si incontrano in una tavola calda per discutere dell'incidente, rivelando di essere coloro dietro l'apparizione dello spirito. Megumi e Nobara vengono presi sotto l'ala degli studenti del secondo anno in vista di una gara contro l'istituto rivale di Kyoto. All'interno della sua anima, Sukuna accetta di riportare in vita Yuji a condizione che accetti un voto vincolante ma Yuji rifiuta e sfida il demone, venendo sconfitto. Tuttavia, Yuji si risveglia e si riunisce con Gojo. Satoru decide di addestrare Yuji in segreto e gli fa controllare le sue emozioni mentre guarda i film. Poco dopo Gojo viene attaccato dallo spirito maledetto Jogo. Usando la sua tecnica maledetta, Satoru può fermare qualsiasi assalto usando lo spazio infinito tra lui e il suo avversario. Prevedendo che la prossima mossa di Jogo sarà quella di usare l'espansione del dominio, Gojo porta li Yuji, decidendo che questo è il momento perfetto per insegnargli la tecnica in questione. Jogo li porta entrambi nel suo dominio dove Satoru spiega a Yuji il modo per contrastare un dominio e decapita Jogo senza sforzo. Lo spirito maledetto Hanami salva Jogo e i due si riuniscono con Geto e il loro leader Mahito. Nel frattempo, gli studenti dell'istituto di Kyoto arrivano per schernire gli studenti della scuola rivale. |                                         |                                         |
| 3  | Pesce piccolo e preghiera eretica 「幼魚と逆罰」 - Yōgyo to sakabachi | 4 dicembre 2018 ISBN 978-4-08-881666-1  | 5 marzo 2020 ISBN 978-88-912-9237-7     |
| 3  | Capitoli - 17. Noia (退屈?, Taikutsu) - 18. Di basso livello (底辺?, Teihen) - 19. Pesce piccolo e preghiera eretica 1 (幼魚と逆罰?, Yōgyo to sakabachi) - 20. Pesce piccolo e preghiera eretica 2 (幼魚と逆罰―弐―?, Yōgyo to sakabachi ―ni―) - 21. Pesce piccolo e preghiera eretica 3 (幼魚と逆罰―参―?, Yōgyo to sakabachi ―san―) - 22. Pesce piccolo e preghiera eretica 4 (幼魚と逆罰―肆―?, Yōgyo to sakabachi ―shi―) - 23. Pesce piccolo e preghiera eretica 5 (幼魚と逆罰―伍―?, Yōgyo to sakabachi ―go―) - 24. Pesce piccolo e preghiera eretica 6 (幼魚と逆罰―陸―?, Yōgyo to sakabachi ―roku―) - 25. La stupidità del bigotto (固陋蠢愚?, Korōshungu) |                                         |                                         |
| 3  | Trama Mentre lo scontro tra Megumi e Nobara e gli studenti di Kyoto viene interrotto dagli studenti del secondo anno, Satoru visita il preside della scuola di Kyoto per discutere l'incidente con Yuji e l'Utero Maledetto. Junpei Yoshino, uno studente delle superiori, è testimone della morte dei suoi compagni di classe, i quali sono stati orribilmente mutati da Mahito in un cinema. Piuttosto che avere paura, tuttavia, Junpei segue Mahito e fa la sua conoscenza. Allo stesso tempo, dopo aver terminato il suo addestramento con Gojo, Yuji viene assegnato ad aiutare lo stregone di primo grado Kento Nanami, e i due giungono insieme sulla scena per indagare sugli omicidi. Yuji e Nanami affrontano le maledizioni e scoprono che sono in realtà umani mutati da Mahito. Yuji, Nanami e Ijichi elaborano un piano per indagare sui casi di deturpazione in tutta la città. Mentre Yuji e Ijichi hanno il compito di interrogare Junpei, Nanami affronta Mahito nel suo covo sotterraneo. Yuji lega con Junpei vista la loro passione per i film, mentre Nanami distrugge la tana di Mahito ed entrambi i combattenti fuggono dall'area. Dopo la morte di sua madre, Junpei viene fuorviato da Mahito e attacca la sua scuola con l'intento di farla pagare ad un ragazzo che in passato l'aveva bullizzato e Yuji cerca di fermarlo. |                                         |                                         |
| 4  | Ti ammazzo 「殺してやる」 - Koroshite yaru | 4 marzo 2019 ISBN 978-4-08-881756-9     | 9 luglio 2020 ISBN 978-88-912-9239-1    |
| 4  | Capitoli - 26. Al te del futuro (いつかの君へ?, Itsuka no kimi e) - 27. E se... (もしも?, Moshimo) - 28. Ti ammazzo (殺してやる?, Koroshite yaru) - 29. Crescita (成長?, Seichō) - 30. Capriccio (我儘?, Wagamama) - 31. A domani (また明日?, Mata ashita) - 32. Esame di coscienza (反省?, Hansei) - 33. Incontro di scambio con la scuola gemellata di Kyoto - Scontro a squadre 0 (京都姉妹校交流会―団体戦⓪―?, Kyōto shimai-kō kōryū-kai ―dantai-sen ⓪―) - 34. Incontro di scambio con la scuola gemellata di Kyoto - Scontro a squadre 1 (京都姉妹校交流会―団体戦①―?, Kyōto shimai-kō kōryū-kai ―dantai-sen ①―) |                                         |                                         |
| 4  | Trama Yuji ferma Junpei e lo convince a smettere di combattere. Proprio in quel momento, arriva Mahito, il quale blocca Yuji e muta Junpei in un mostro in modo da farlo combattere con Yuji, cercando di costringere il ragazzo a fare affidamento su Sukuna. Tuttavia, Sukuna si rifiuta di curare Junpei ed entrambe le maledizioni ridono di Yuji. Junpei muore e Yuji attinge al suo odio colpendo Mahito, che ipotizza che Yuji possa percepire le anime grazie alla condivisione del corpo con Sukuna. Nanami si unisce alla battaglia prima che Yuji venga sconfitto. Yuji e Nanami combattono contro Mahito e vincono grazie all'interferenza di Sukuna. Mahito torna dai suoi alleati e idea un nuovo piano per far rivivere Sukuna. Nel frattempo, gli studenti di Tokyo e Kyoto si preparano per l'incontro di scambio, e Gojo rivela ai suoi studenti che Yuji è vivo. Mentre la squadra di Tokyo pensa a come incorporare Yuji, quella di Kyoto ha in programma di ucciderlo. Nel frattempo, Gojo si incontra con Utahime per discutere di una possibile talpa all'interno delle scuole di stregoneria. Inizia l'evento e la squadra di Tokyo viene subito attaccata da Aoi Todo, il più forte stregone della scuola di Kyoto. Yuji si fa avanti per affrontarlo da solo, ma nemmeno la sua forza è sufficiente per superare l'abilità di combattimento di Aoi. |                                         |                                         |
| 5  | Incontro di scambio con la scuola gemellata di Kyoto 「京都姉妹校交流会」 - Kyōto shimai-kō kōryū-kai | 2 maggio 2019 ISBN 978-4-08-881828-3    | 15 ottobre 2020 ISBN 978-88-912-9240-7  |
| 5  | Capitoli - 35. Incontro di scambio con la scuola gemellata di Kyoto - Scontro a squadre 2 (京都姉妹校交流会―団体戦②―?, Kyōto shimai-kō kōryū-kai ―dantai-sen ②―) - 36. Incontro di scambio con la scuola gemellata di Kyoto - Scontro a squadre 3 (京都姉妹校交流会―団体戦③―?, Kyōto shimai-kō kōryū-kai ―dantai-sen ③―) - 37. Incontro di scambio con la scuola gemellata di Kyoto - Scontro a squadre 4 (京都姉妹校交流会―団体戦④―?, Kyōto shimai-kō kōryū-kai ―dantai-sen ④―) - 38. Incontro di scambio con la scuola gemellata di Kyoto - Scontro a squadre 5 (京都姉妹校交流会―団体戦⑤―?, Kyōto shimai-kō kōryū-kai ―dantai-sen ⑤―) - 39. Incontro di scambio con la scuola gemellata di Kyoto - Scontro a squadre 6 (京都姉妹校交流会―団体戦⑥―?, Kyōto shimai-kō kōryū-kai ―dantai-sen ⑥―) - 40. Incontro di scambio con la scuola gemellata di Kyoto - Scontro a squadre 7 (京都姉妹校交流会―団体戦⑦―?, Kyōto shimai-kō kōryū-kai ―dantai-sen ⑦―) - 41. Incontro di scambio con la scuola gemellata di Kyoto - Scontro a squadre 8 (京都姉妹校交流会―団体戦⑧―?, Kyōto shimai-kō kōryū-kai ―dantai-sen ⑧―) - 42. Incontro di scambio con la scuola gemellata di Kyoto - Scontro a squadre 9 (京都姉妹校交流会―団体戦⑨―?, Kyōto shimai-kō kōryū-kai ―dantai-sen ⑨―) - 43. Incontro di scambio con la scuola gemellata di Kyoto - Scontro a squadre 10 (京都姉妹校交流会―団体戦⑩―?, Kyōto shimai-kō kōryū-kai ―dantai-sen ⑩―) |                                         |                                         |
| 5  | Trama In una serie di eventi inaspettati, Aoi sviluppa una simpatia per Yuji. Convinto che siano migliori amici, abbandona il piano della sua squadra di ucciderlo. Nel frattempo, Megumi e gli altri iniziano a inseguire i loro rivali per proteggere Yuji. Aoi comprende il potenziale di Yuji e decide di aiutarlo a portarlo al livello successivo. Nel frattempo, Mechamaru sostiene Momo nel suo confronto con Nobara e Panda. Questi scopre che il suo avversario è un robot controllato a distanza da uno stregone che non può usare il proprio corpo. Dopo il loro scontro, i due riescono a trovare un terreno comune. Allo stesso tempo, Kasumi scopre il vero potere di Maki. Nobara quasi sconfigge Momo, ma Mai interrompe la battaglia e sconfigge Nobara. Maki sconfigge Mai nonostante la sorella minore abbia svelato la sua tecnica maledetta. Megumi affronta intanto Noritoshi Kamo, mentre il gruppo di Mahito si appresta a fare la sua mossa attaccando l'istituto. |                                         |                                         |
| 6  | Fulmine nero 「黒閃」 - Kokusen | 4 luglio 2019 ISBN 978-4-08-881876-4    | 14 gennaio 2021 ISBN 978-88-912-9241-4  |
| 6  | Capitoli - 44. Incontro di scambio con la scuola gemellata di Kyoto - Scontro a squadre 11 (京都姉妹校交流会―団体戦⑪―?, Kyōto shimai-kō kōryū-kai ―dantai-sen ⑪―) - 45. Siate saggi (賢者?, Kenja) - 46. Tempo (時間?, Jikan) - 47. Strumenti malefici (呪具?, Jugu) - 48. Fulmine nero (黒閃?, Kokusen) - 49. Vincolato (窮屈?, Kyūkutsu) - 50. Premonizione (予感?, Yokan) - 51. Omaggio floreale (供花?, Kuge) - 52. Fuori dal comune (規格外?, Kikaku-gai) |                                         |                                         |
| 6  | Trama L'incontro a squadre viene interrotto dall'apparizione degli spiriti maledetti e degli stregoni neri, i quali formano una barriera intorno all'area costruita appositamente per tenere fuori Gojo. Nel frattempo, Megumi, Toge e Noritoshi devono affrontare Hanami, che afferma di essere l'ira del pianeta personificata. Noritoshi e Toge sono in difficoltà, così Maki si unisce alla battaglia per aiutare Megumi a combattere Hanami. Yuji e Aoi assumono il controllo della lotta contro Hanami, e Aoi dice a Yuji di scatenare una tecnica nota come "Lampo Nero", la quale gli consentirebbe di diventare più forte che mai. Grazie alla tecnica maledetta di Aoi, lui e Yuji sono in grado di prendere il sopravvento sullo spirito maledetto. Gojo interrompe la battaglia prima che Hanami possa attivare l'espansione del dominio. Hanami tenta di ritirarsi, ma Gojo cancella un'intera porzione della foresta nel tentativo di esorcizzarlo. Gojo porta la battaglia a una conclusione, ma Mahito riesce a fuggire con diversi oggetti maledetti, il vero obiettivo della loro invasione. |                                         |                                         |
| 7  | Principio di ubbidienza 「起首雷同」 - Kishu raidō | 4 ottobre 2019 ISBN 978-4-08-882076-7   | 11 marzo 2021 ISBN 978-88-912-9831-7    |
| 7  | Capitoli - 53. Compimento (完遂?, Kansui) - 54. Campionato di baseball occulto (呪術甲子園?, Jujutsu Kōshien) - 55. Principio di ubbidienza 1 (起首雷同?, Kishu raidō) - 56. Principio di ubbidienza 2 (起首雷同―弐―?, Kishu raidō ―ni―) - 57. Principio di ubbidienza 3 (起首雷同―参―?, Kishu raidō ―san―) - 58. Principio di ubbidienza 4 (起首雷同―肆―?, Kishu raidō ―shi―) - 59. Principio di ubbidienza 5 (起首雷同―伍―?, Kishu raidō ―go―) - 60. Principio di ubbidienza 6 (起首雷同―陸―?, Kishu raidō ―roku―) - 61. Principio di ubbidienza 7 (起首雷同―漆―?, Kishu raidō ―shichi―) |                                         |                                         |
| 7  | Trama All'indomani dell'invasione, mentre gli studenti si riprendono, gli insegnanti contano le vittime e cercano di annullare l'evento. Gli studenti votano per risolvere l'evento usando una partita di baseball. Dopo la competizione finale in cui le due parti sono in grado di capirsi, l'evento si conclude con la scuola di Tokyo come vincitrice. All'indomani, il gruppo di Yuji viene inviato per la loro prossima missione. Insieme ad Akari Nitta indagano su misteriose morti legate alla vecchia scuola media di Megumi. Nel frattempo, Mahito porta in vita i grembi maledetti rubati durante l'incursione. Megumi scopre che sua sorella potrebbe essere il bersaglio della maledizione che finora ha portato alla morte di quattro vittime. Nei pressi di un ponte, il gruppo si separa per affrontare i diversi nemici. Megumi combatte una maledizione di grado speciale dello stesso tipo di quella affrontata al riformatorio, riuscendo a vincere dopo aver liberato la sua espansione del dominio, mentre Yuji e Nobara affrontano due dei fratelli nati dal grembi maledetti, Eso e Kechizu, intenzionati ad appropriarsi di un dito di Sukuna. |                                         |                                         |
| 8  | Dote nascosta 「壊玉」 - Kaigyoku | 4 gennaio 2020 ISBN 978-4-08-882168-9   | 27 maggio 2021 ISBN 978-88-912-9941-3   |
| 8  | Capitoli - 62. Principio di ubbidienza 8 (起首雷同―捌―?, Kishu raidō ―hachi―) - 63. Complici (共犯?, Kyōhan) - 64. È come credo? (そういうこと?, Sō iu koto) - 65. Dote nascosta (壊玉?, Kaigyoku) - 66. Dote nascosta 2 (壊玉―弐―?, Kaigyoku ―ni―) - 67. Dote nascosta 3 (壊玉―参―?, Kaigyoku ―san―) - 68. Dote nascosta 4 (壊玉―肆―?, Kaigyoku ―shi―) - 69. Dote nascosta 5 (壊玉―伍―?, Kaigyoku ―go―) - 70. Dote nascosta 6 (壊玉―陸―?, Kaigyoku ―roku―) |                                         |                                         |
| 8  | Trama Yuji e Nobara riescono ad uccidere Eso e Kechizu. Dopo la battaglia, si incontrano con Megumi per raccogliere un'altra delle dita di Sukuna, quando questi apre improvvisamente una bocca nella mano di Yuji e mangia il dito prima che possa reagire. Pochi giorni dopo, Nobara incontra una vecchia compagnia di classe di Yuji, Yuko Ozawa, e scopre che lei ha una cotta per lui. Nobara e Megumi aiutano a organizzarle un appuntamento con Yuji. Yuko apprezza la sincerità di Yuji e si rende conto di essere superficiale riguardo al suo nuovo aspetto, decidendo di non rivelare i suoi sentimenti. Nel 2006, quando Gojo e Geto erano entrambi studenti del secondo anno, gli venne assegnata una missione: scortare il ventre del fluido astrale Riko Amanai, una ragazza il cui scopo era fondersi con l'immortale stregone Tengen. Tuttavia, due gruppi erano interessati ad uccidere la ragazza: il gruppo di stregoni neri Q e il gruppo religioso "Confraternita del vaso del tempo", che assunse a tal scopo il padre di Megumi, l'assassino di stregoni Toji Fushiguro. A tale scopo, Toji mise una taglia di 30 milioni di yen sulla testa di Riko, e gli stregoni neri invasero la sua scuola nel tentativo di riscuoterla. Satoru e Suguru sconfissero i nemici e decisero di trascorrere il resto del tempo rilassandosi mentre aspettavano il limite di tempo della taglia. Il giorno in cui Riko si doveva fondere con Tengen, Gojo e gli altri furono attaccati da Toji. |                                         |                                         |
| 9  | Dote sprecata 「玉折」 - Gyokusetsu | 4 gennaio 2020 ISBN 978-4-08-882218-1   | 8 luglio 2021 ISBN 978-88-287-6088-7    |
| 9  | Capitoli - 71. Dote nascosta 7 (壊玉―漆―?, Kaigyoku ―shichi―) - 72. Dote nascosta 8 (壊玉―捌―?, Kaigyoku ―hachi―) - 73. Dote nascosta 9 (壊玉―玖―?, Kaigyoku ―ku―) - 74. Dote nascosta 10 (壊玉―拾―?, Kaigyoku ―jū―) - 75. Dote nascosta 11 (壊玉―拾壱―?, Kaigyoku ―jū ichi―) - 76. Dote sprecata (玉折?, Gyokusetsu) - 77. Dote sprecata 2 (玉折―弐―?, Gyokusetsu ―ni―) - 78. Dote sprecata 3 (玉折―参―?, Gyokusetsu ―san―) - 79. D'ora in poi (これからの話?, Kore kara no hanashi) |                                         |                                         |
| 9  | Trama Gojo decise tenere a bada l'assassino mentre Suguru completava la missione. Toji riuscì ad accoltellare Gojo più volte con uno strumento malefico. All'interno dell'istituto, Riko spiegò di aver cambiato idea sulla fusione con Tengen, ma venne uccisa all'improvviso da Toji. Toji sconfisse quindi facilmente Geto e i suoi spiriti, e portò il cadavere di Riko alla sede della setta. Mentre Toji stava lasciando il luogo, incontrò Gojo, che aveva usato una tecnica di inversione per curarsi. Gojo uccise Toji e questi prima di morire gli rivelò che suo figlio sarebbe stato venduto al clan Zenin tra un paio d'anni. Un anno dopo, Geto iniziò a dubitare dei suoi doveri di stregone, infastidito dalle persone che dovrebbe proteggere, e si convinse che per interrompere il ciclo in cui ogni stregone è bloccato era necessario uccidere tutti i non stregoni e impedire la nascita di altri spiriti maledetti, cosi causò un massacro in un villaggio in cui stava compiendo una missione e venne considerato uno stregone nero. Gojo non riuscì ad uccidere l'ex amico e lo lasciò andare. Geto rilevò cosi la "Confraternita del vaso del tempo", mentre Gojo fece la conoscenza con un giovane Megumi. Nel presente, Gojo invia Yuji e gli altri da Utahime, la quale afferma di aver scoperto l'identità della talpa: Mechamaru. Quando irrompono nella sua stanza, la trovano vuota. In un altro luogo, Mechamaru si incontra con Geto e Mahito, e questi mantiene fede alla sua promessa guarendolo con i suoi poteri. Mechamaru si appresta quindi ad affrontare i due. |                                         |                                         |
| 10 | Prima della festa 「宵祭り」 - Yoimatsuri | 4 marzo 2020 ISBN 978-4-08-882274-7     | 9 settembre 2021 ISBN 978-88-287-6349-9 |
| 10 | Capitoli - 80. Prima della festa (宵祭り?, Yoimatsuri) - 81. Prima della festa (2) (宵祭り―弐―?, Yoimatsuri ―ni―) - 82. Prima della festa (3) (宵祭り―参―?, Yoimatsuri ―san―) - 83. L'incidente di Shibuya (1) (渋谷事変①?, Shibuya jihen ①) - 84. L'incidente di Shibuya (2) (渋谷事変②?, Shibuya jihen ②) - 85. L'incidente di Shibuya (3) (渋谷事変③?, Shibuya jihen ③) - 86. L'incidente di Shibuya (4) (渋谷事変④?, Shibuya jihen ④) - 87. L'incidente di Shibuya (5) (渋谷事変⑤?, Shibuya jihen ⑤) - 88. L'incidente di Shibuya (6) (渋谷事変⑥?, Shibuya jihen ⑥) |                                         |                                         |
| 10 | Trama Mechamaru attacca con più robot che Mahito elimina rapidamente. Mechamaru quindi rivela un robot gigante, Ultimate Mechamaru Mode: Absolute. Nonostante le tattiche di Mechamaru, questi finisce per soccombere contro Mahito, il quale finge di esplodere per ingannare Mechamaru e fargli credere che fosse morto. Il 31 ottobre numerosi stregoni si riuniscono a Shibuya, dove numerosi civili sono stati imprigionati da un velo. Gojo entra nel velo e incontra Jogo, Choso e Hanami. Gojo affronta le maledizioni e uccide Hanami, mentre la squadra di Mei Mei (lei stessa, Ui Ui e Itadori) si dirige presso la stazione di Meiji-Jingu-Mae, dove si trova un altro velo. Yuji uccide una maledizione simile ad una cavalletta e distrugge il velo, mentre Mahito si dirige verso Shibuya per aiutare i suoi compagni. Per affrontare i nemici, Gojo attiva il suo dominio, ma nello spazio di 0,2 secondi Geto si presenta e attiva il feticcio speciale "Soglia della porta dei condannati". |                                         |                                         |

## Volumi 11-20
| Nº | Titolo italiano Giapponese 「Kanji」 - Rōmaji | Data di prima pubblicazione                                                               | Data di prima pubblicazione             |
| Nº | Titolo italiano Giapponese 「Kanji」 - Rōmaji | Giapponese                                                                                | Italiano                                |
| 11 | L'incidente di Shibuya - Apertura della soglia - 「渋谷事変-開門-」 - Shibuya jihen -kaimon- | 4 giugno 2020 ISBN 978-4-08-882296-9                                                      | 4 novembre 2021 ISBN 978-88-287-6360-4  |
| 11 | Capitoli - 89. L'incidente di Shibuya (7) (渋谷事変⑦?, Shibuya jihen ⑦) - 90. L'incidente di Shibuya (8) (渋谷事変⑧?, Shibuya jihen ⑧) - 91. L'incidente di Shibuya (9) (渋谷事変⑨?, Shibuya jihen ⑨) - 92. L'incidente di Shibuya (10) (渋谷事変⑩?, Shibuya jihen ⑩) - 93. L'incidente di Shibuya (11) (渋谷事変⑪?, Shibuya jihen ⑪) - 94. L'incidente di Shibuya (12) (渋谷事変⑫?, Shibuya jihen ⑫) - 95. L'incidente di Shibuya (13) (渋谷事変⑬?, Shibuya jihen ⑬) - 96. L'incidente di Shibuya (14) (渋谷事変⑭?, Shibuya jihen ⑭) - 97. L'incidente di Shibuya (15) (渋谷事変⑮?, Shibuya jihen ⑮) |                                                                                           |                                         |
| 11 | Trama Prima di venire sigillato, Gojo chiede a Geto chi è, affermando che la sua anima sa che non è lui, avendolo ucciso l'anno precedente. L'uomo rivela quindi di essere un impostore che controlla il corpo di Geto tramite tecnica che gli permette di possedere i corpi cambiando cervello. Mentre Gojo viene sigillato, il gruppo di Mei Mei viene informato degli avvenimenti da una macchina di Mechamaru. Nel frattempo, il falso Geto è costretto a lasciar andare il sigillo, in quanto ha bisogno di tempo per neutralizzare Gojo, quindi non possono spostarlo. Mahito e Jogo decidono che se Mahito troverà Itadori per primo, lo ucciderà, ma se Jogo lo troverà per primo, gli offrirà le dita per ripristinare i poteri di Sukuna, mentre il falso Geto resta a guardia del sigillo. Itadori viene raggiunto dalla squadra di Nanami (composta da lui, Megumi e Ino) e questi dice agli altri di occuparsi del velo che impedisce agli stregoni di entrare a Shibuya. Yuji e Megumi affrontano uno dei due stregoni responsabili del velo, Awasaka, mentre Ino affronta l'altro, la vecchia Ogami e suo nipote. L'anziana usa la sua tecnica per riportare in vita Toji attraverso suo nipote, mentre Yuji e Megumi capiscono il segreto della tecnica di Awasaka e lo sconfiggono. |                                                                                           |                                         |
| 12 | L'incidente di Shibuya - Seduta spiritica - 「渋谷事変-降霊-」 - Shibuya jihen -kōrei- | 4 agosto 2020 ISBN 978-4-08-882381-2                                                      | 10 febbraio 2022 ISBN 978-88-287-6564-6 |
| 12 | Capitoli - 98. L'incidente di Shibuya (16) (渋谷事変⑯?, Shibuya jihen ⑯) - 99. L'incidente di Shibuya (17) (渋谷事変⑰?, Shibuya jihen ⑰) - 100. L'incidente di Shibuya (18) (渋谷事変⑱?, Shibuya jihen ⑱) - 101. L'incidente di Shibuya (19) (渋谷事変⑲?, Shibuya jihen ⑲) - 102. L'incidente di Shibuya (20) (渋谷事変⑳?, Shibuya jihen ⑳) - 103. L'incidente di Shibuya (21) (渋谷事変㉑?, Shibuya jihen ㉑) - 104. L'incidente di Shibuya (22) (渋谷事変㉒?, Shibuya jihen ㉒) - 105. L'incidente di Shibuya (23) (渋谷事変㉓?, Shibuya jihen ㉓) - 106. L'incidente di Shibuya (24) (渋谷事変㉔?, Shibuya jihen ㉔) |                                                                                           |                                         |
| 12 | Trama Il velo viene distrutto e gli stregoni possono muoversi liberamente a Shibuya, mentre Toji si ribella ad Ogami e la uccide. Mentre Yuji e Megumi si separano, Mei Mei e Ui Ui affrontano il falso Geto, mentre Kugisaki e Nitta si imbattono in Haruta Shigemo. Nanami arriva in loro aiuto e sconfigge il nemico. Itadori si avvicina alla stazione di Shibuya ma incontra molti umani trasfigurati. Inumaki lo assiste permettendogli di entrare nella stazione, dove incontra Choso, con cui combatte. Quando Itadori pensa di poter vincere, Choso gli trafigge il fegato con il sangue che ha protetto nella sua mano e compresso. Choso è sul punto di ucciderlo quando nasce in lui un ricordo che non è mai accaduto. Choso è confuso perché Itadori è nella sua memoria e fugge. Più tardi, Mimiko e Nanako trovano Itadori privo di sensi. Nanami si unisce a Maki e Naobito Zenin, ma i tre vengono attaccati dallo spirito maledetto Dagon. |                                                                                           |                                         |
| 13 | L'incidente di Shibuya - Il tuono - 「渋谷事変-霹靂-」 - Shibuya jihen -hekireki- | 2 ottobre 2020 ISBN 978-4-08-882429-1                                                     | 28 aprile 2022 ISBN 978-88-287-6607-0   |
| 13 | Capitoli - 107. L'incidente di Shibuya (25) (渋谷事変㉕?, Shibuya jihen ㉕) - 108. L'incidente di Shibuya (26) (渋谷事変㉖?, Shibuya jihen ㉖) - 109. L'incidente di Shibuya (27) (渋谷事変㉗?, Shibuya jihen ㉗) - 110. L'incidente di Shibuya (28) (渋谷事変㉘?, Shibuya jihen ㉘) - 111. L'incidente di Shibuya (29) (渋谷事変㉙?, Shibuya jihen ㉙) - 112. L'incidente di Shibuya (30) (渋谷事変㉚?, Shibuya jihen ㉚) - 113. L'incidente di Shibuya (31) (渋谷事変㉛?, Shibuya jihen ㉛) - 114. L'incidente di Shibuya (32) (渋谷事変㉜?, Shibuya jihen ㉜) - 115. L'incidente di Shibuya (33) (渋谷事変㉝?, Shibuya jihen ㉝) |                                                                                           |                                         |
| 13 | Trama Il gruppo di Nanami viene imprigionato nel dominio di Dagon. Megumi irrompe nel dominio per aiutare gli altri, ma Toji entra nello spazio sfruttando l'apertura. Dopo aver rubato uno strumento malefico a Maki, Toji uccide Dagon, e trascina il figlio fuori dall'edificio per combattere. Jogo arriva e attacca Nanami, Maki e Naobito, sconfiggendoli. Altrove, Nanako e Mimiko danno in pasto un dito di Sukuna a Itadori ancora svenuto. Jogo offre allora le dieci dita in suo possesso al ragazzo. Risvegliatosi, Sukuna uccide le due ragazze e Jogo gli chiede di fare un voto vincolante con Itadori che gli permetterà di prendere definitivamente il suo corpo. Sukuna rifiuta, affermando di avere i suoi piani, ma come apprezzamento per le dita, si offre di uccidere tutti gli umani a Shibuya tranne uno se Jogo riuscirà colpirlo, e Jogo accetta. Altrove, Megumi combatte contro Toji, che, dopo essere rimasto colpito dalla crescita del figlio, si uccide. Prima che possa pianificare la sua prossima mossa, Megumi viene colto di sorpresa da Shigemo, sopravvissuto alla sua battaglia con Nanami. Panda e Kusakabe combattono contro altri seguaci di Geto, ma finiscono intrappolati nel mezzo della battaglia tra Sukuna e Jogo, dalla quale riescono a malapena a scappare. |                                                                                           |                                         |
| 14 | L'incidente di Shibuya - Giusto o sbagliato - 「渋谷事変-理非-」 - Shibuya jihen -rihi- | 4 gennaio 2021 ISBN 978-4-08-882534-2                                                     | 9 giugno 2022 ISBN 978-88-287-1604-4    |
| 14 | Capitoli - 116. L'incidente di Shibuya (34) (渋谷事変㉞?, Shibuya jihen ㉞) - 117. L'incidente di Shibuya (35) (渋谷事変㉟?, Shibuya jihen ㉟) - 118. L'incidente di Shibuya (36) (渋谷事変㊱?, Shibuya jihen ㊱) - 119. L'incidente di Shibuya (37) (渋谷事変㊲?, Shibuya jihen ㊲) - 120. L'incidente di Shibuya (38) (渋谷事変㊳?, Shibuya jihen ㊳) - 121. L'incidente di Shibuya (39) (渋谷事変㊴?, Shibuya jihen ㊴) - 122. L'incidente di Shibuya (40) (渋谷事変㊵?, Shibuya jihen ㊵) - 123. L'incidente di Shibuya (41) (渋谷事変㊶?, Shibuya jihen ㊶) - 124. L'incidente di Shibuya (42) (渋谷事変㊷?, Shibuya jihen ㊷) |                                                                                           |                                         |
| 14 | Trama Sukuna uccide Jogo, ma non prima di aver riconosciuto la sua forza. Viene poi raggiunto da Uraume, che si offre di scortarlo. Megumi, gravemente ferito da Shigemo, coinvolge il suo nemico nell'evocazione di Mahoraga, il suo shikigami più potente e non ancora sottomesso, prima di perdere i sensi. Sukuna percepisce la cosa e si precipita sul luogo, guarendo Megumi poiché ha qualcosa in programma per lui. Affronta quindi Mahoraga e lo sconfigge liberando il suo dominio, cosa che porta alla morte di Shigemo e di numerosi civili. Sukuna quindi porta Megumi da Shoko e Masamichi per farlo curare, e poi se ne va. Yuji riesce a riprendere il controllo e si abbandona allo sconforto, quando ricorda che sta per essere giustiziato e vuole amici intorno a lui quando morirà. Nanami, gravemente ferito, affronta gli umani mutati, ma viene ucciso da Mahito sotto gli occhi di Yuji. Yuji inizia a combattere contro Mahito, mentre all'esterno Nobara si imbatte in un suo doppio creato in precedenza. Con la sua tecnica, Nobara riesce ad interferire nello scontro fra Yuji e Mahito, costringendo cosi il suo doppio a raggiungere il luogo dello scontro, seguito da Nobara. Una volta li, il doppio si precipita verso Yuji mentre l'originale tocca il volto di Nobara. |                                                                                           |                                         |
| 15 | L'incidente di Shibuya - Trasformazione - 「渋谷事変-変身-」 - Shibuya jihen -henshin- | 4 marzo 2021 ISBN 978-4-08-882581-6                                                       | 11 agosto 2022 ISBN 978-88-287-1666-2   |
| 15 | Capitoli - 125. Una storia su quella ragazza (あの子の話?, Ano ko no hanashi) - 126. L'incidente di Shibuya (43) (渋谷事変㊸?, Shibuya jihen ㊸) - 127. L'incidente di Shibuya (44) (渋谷事変㊹?, Shibuya jihen ㊹) - 128. L'incidente di Shibuya (45) (渋谷事変㊺?, Shibuya jihen ㊺) - 129. L'incidente di Shibuya (46) (渋谷事変㊻?, Shibuya jihen ㊻) - 130. L'incidente di Shibuya (47) (渋谷事変㊼?, Shibuya jihen ㊼) - 131. L'incidente di Shibuya (48) (渋谷事変㊽?, Shibuya jihen ㊽) - 132. L'incidente di Shibuya (49) (渋谷事変㊾?, Shibuya jihen ㊾) - 133. L'incidente di Shibuya (50) (渋谷事変㊿?, Shibuya jihen ㊿) |                                                                                           |                                         |
| 15 | Trama Per effetto della tecnica di Mahito, il volto di Nobara esplode e la ragazza cade a terra apparentemente morta. Approfittando dello stato mentale di Yuji, Mahito lo colpisce ripetutamente con un Lampo Nero. Mentre sta per ucciderlo, Yuji viene salvato da Todo, giunto nel frattempo. Spronato da questi, Yuji si rialza e riprende a combattere. Per impedire alla tecnica di Mahito di procurargli danno, Todo si amputa il braccio e si scambio di posto con Yuji, pronto a combattere. Avendo compreso la natura della sua anima, Mahito assume una nuova forma, e decide di uccidere Yuji per segnare l'inizio della sua vera vita. Quando Mahito sente Todo applaudire, si gira per colpire Yuji solo per vedere che non si sono scambiati di posto e Yuji è ancora di fronte a lui. Yuji scatena il suo colpo devastante su Mahito, facendolo tornare normale. Mahito, terrorizzato e disperato, cerca di vomitare altri umani trasfigurati solo per scoprire che sono finiti. Yuji promette di ucciderlo, non importa quanto tempo passa o quante volte rinascerà, senza bisogno di giustificare le sue azioni come qualcosa di diverso dalla sua natura. Mahito si gira per scappare dal suo nemico mortale, quando il falso Geto arriva e chiede a Mahito se vuole essere salvato. Il falso Geto sconfigge facilmente Yuji usando i suoi spiriti maledetti, dopo di che assorbe Mahito. |                                                                                           |                                         |
| 16 | L'incidente di Shibuya - Chiusura della soglia - 「渋谷事変-閉門-」 - Shibuya jihen -heimon- | 4 giugno 2021 ISBN 978-4-08-882688-2                                                      | 13 ottobre 2022 ISBN 978-88-287-1980-9  |
| 16 | Capitoli - 134. L'incidente di Shibuya (51) (渋谷事変(51)?, Shibuya jihen (51)) - 135. L'incidente di Shibuya (52) (渋谷事変(52)?, Shibuya jihen (52)) - 136. L'incidente di Shibuya (53) (渋谷事変(53)?, Shibuya jihen (53)) - 137. Duro e bianco (堅白?, Kenpaku) - 138. Il clan Zenin (禪院家?, Zen'in-ka) - 139. Il cacciatore (狩人?, Kariudo) - 140. Esecuzione (執行?, Shikkō) - 141. La facciata anteriore (うしろのしょうめん?, Ushiro no shōmen) - 142. Le spalle di un fratello maggiore (お兄ちゃんの背中?, Onii-chan no senaka) |                                                                                           |                                         |
| 16 | Trama Gli studenti di Kyoto e Panda arrivano in soccorso di Yuji insieme a Choso, che riconosce nell'impostore l'uomo che l'ha creato, Noritoshi Kamo. Uraume interviene usando una tecnica di ghiaccio per attaccare i presenti, che però viene dispersa da Yuki Tsukumo, li sopraggiunta. Il falso Geto usa su larga scala la tecnica di Mahito per modificare umani con tecniche maledette innate, ma senza la capacità di percepire e manipolare l'energia malefica, e risvegliare gli umani senza tecnica a cui ha fatto ingerire degli strumenti malefici contenenti le anime di stregoni del passato, esprimendo l'intenzione di farli combattere fra loro. All'improvviso, un'immensa quantità di maledizioni appare dietro l'impostore mentre dice addio a Yuji, affermando che si aspetta molto da lui. In seguito all'incidente di Shibuya, mentre l'intero Giappone sprofonda nel caos, Yuta Okkotsu torna dal suo viaggio oltreoceano e viene incaricato di uccidere Yuji. Oltre a questi ordini, i superiori emettono anche condanne a morte per il finto Geto e Yaga e vietano a chiunque di liberare Gojo. Nella tenuta degli Zenin, Naoya Zenin e i suoi parenti sono chiamati alla lettura del testamento di Naobito, deceduto in seguito alle ferite. Naoya sembra essere nominato il nuovo leader, tuttavia, il testamento stabilisce che nel caso in cui Gojo sarà fuori servizio, Megumi diventerà il prossimo leader del clan. Naoya decide di uccidere sia Megumi che Yuji, poiché sono entrambi attualmente a Shibuya. La caccia alle maledizioni di Yuji e Choso a Shibuya viene interrotta dall'arrivo improvviso di Naoya e Yuta. Yuta pugnala Yuji al petto, mentre Choso sconfigge Naoya, ma Yuta arriva poco dopo e lo mette fuori combattimento. |                                                                                           |                                         |
| 17 | Disposta a tutto 「葦を啣む」 - Ashi o fukumu | 4 ottobre 2021 ISBN 978-4-08-882736-0                                                     | 9 dicembre 2022 ISBN 978-88-287-2923-5  |
| 17 | Capitoli - 143. Ancora una volta (もう一度?, Mō ichido) - 144. Quel luogo (あの場所?, Ano basho) - 145. L'altro lato (裏?, Ura) - 146. Riguardo al girone mietitore (死滅回遊について?, Shimetsukaiyū ni tsuite) - 147. Anche i panda (パンダだって?, Panda datte) - 148. Disposta a tutto (葦を啣む?, Ashi o fukumu) - 149. Disposta a tutto 2 (葦を啣む―弐―?, Ashi o fukumu ―ni―) - 150. Disposta a tutto 3 (葦を啣む―参―?, Ashi o fukumu ―san―) - 151. Disposta a tutto 4 (葦を啣む―肆―?, Ashi o fukumu ―shi―) - 152. Disposta a tutto-Epilogo (葦を啣む―跋―?, Ashi o fukumu ―batsu―) |                                                                                           |                                         |
| 17 | Trama Yuji si sveglia e si ritrova di fronte a Yuta, che gli rivela che stava seguendo un piano che Gojo gli aveva esposto nel caso in cui non fosse stato in grado di agire. Megumi si unisce al gruppo, e rivela che la sua sorellastra Tsumiki è coinvolta nel "girone mietitore", una battle royale tra gli stregoni risvegliati dal finto Geto, e chiede a Yuji di aiutarlo a salvarla. Insieme a Maki e Tsukumo, il gruppo va a trovare Tengen per scoprire come liberare Gojo dal sigillo. Con l'aiuto di Choso, riescono ad arrivare alla Tomba del Corridoio Stellare, dove vengono accolti da Tengen, il quale rivela loro che l'essere che ha preso possesso di Geto si chiama Kenjaku, e ha in programma di forzare l'evoluzione di ogni abitante del Giappone facendo sì che Tengen "si fonda" con l'umanità. Se ciò accadrà, il confine tra l'uomo e le maledizioni svanirà e il male si diffonderà in tutto il mondo. Lo scopo del girone è avviare il processo di fusione, e la loro unica opzione è partecipare. Inoltre, per rilasciare Gojo avranno bisogno dell'aiuto di Hana Kurusu e della sua capacità di cancellare le tecniche. Choso e Tsukumo rimangono a guardia di Tengen, Maki andrà a raccogliere gli strumenti malefici, Yuta raccoglierà informazioni sulla competizione, mentre Yuji e Megumi andranno a cercare Kinji Hakari, uno studente del terzo anno. Kusakabe libera Panda, che tuttavia non riesce ad impedire che Yaga venga giustiziato da Gakuganji. Maki si reca alla casa degli Zenin, dove incontra suo padre Ogi, che nel frattempo ha ferito Mai. Ogi sconfigge Maki e lascia le gemelle in una stanza piena di spiriti maledetti per sbarazzarsi di entrambe. Mai si sacrifica usando le ultime energie per creare una spada per Maki, consentendole cosi di uccidere il padre. Maki quindi affronta e uccide il resto della famiglia Zenin, sconfiggendo con poca difficoltà anche Naoya, il quale viene poi ucciso dalla madre delle gemelle. |                                                                                           |                                         |
| 18 | Ardore 「熱」 - Netsu | 25 dicembre 2021 ISBN 978-4-08-882848-0                                                   | 9 febbraio 2023 ISBN 978-88-287-4150-3  |
| 18 | Capitoli - 153. Combattimenti con scommessa (賭け試合?, Kake jiai) - 154. Infiltrazione (潜入?, Sen'nyū) - 155. Ardore (熱?, Netsu) - 156. Stella brillante (きらきら星?, Kirakira boshi) - 157. Un ingranaggio (部品?, Buhin) - 158. Kogane (コガネ?, Kogane) - 159. Sentenza (裁き?, Sabaki) - 160. La colonia (結界?, Kekkai) - 161. Colonia Tokyo 1 (1) (東京第1結界①?, Tōkyō dai-ichi koronī ①) |                                                                                           |                                         |
| 18 | Trama Yuji, Panda e Megumi si infiltrano nel fight club gestito da Hakari e dal suo socio Kirara. Mentre Yuji riesce ad incontrare Hakari, Megumi e Panda vengono scoperti da Kirara, con cui ingaggiano una lotta. Hakari scopre intanto che Yuji fa parte dell'istituto e l'attacca sfruttando la sua tecnica. Megumi scopre la tecnica di Kirara e usa queste informazioni per ingannare il suo avversario e sconfiggerlo. Yuji evita di schivare gli attacchi di Hakari, facendo in modo che questi lo ascolti. Dopo aver sentito che Gojo è stato sigillato e Yaga è stato giustiziato, Kinji accetta di aiutarli. All'improvviso, uno shikigami appare e annuncia che è stata aggiunta una nuova regola al girone mietitore: i giocatori possono ora verificare le informazioni sugli altri giocatori. Il giocatore che ha aggiunto quella regola è Kashimo Hajime, uno stregone di 400 anni prima che sta cercando Sukuna. Fushiguro decide di utilizzare la nuova regola per trovare qualcun altro con 100 punti che non ha ancora apportato modifiche alle regole, in modo che possano inventare una regola che possa aiutare Tsumiki. Alla fine, decidono di dare la caccia ad Hajime e all'avvocato Higuruma Hiromi (l'unico altro giocatore con 100 punti). Yuji e gli altri entrano nel velo che delimita l'area di gioco, ma una volta li vengono trasportati in punti diversi. Mentre Yuji viene subito attaccato, Megumi incontra una ragazza di nome Remi, che si offre di portarlo da Higuruma. |                                                                                           |                                         |
| 19 | Colonia Tokyo 1 - Angry man - 「東京第一結界-怒れる男-」 - Tōkyō dai-ichi koronī -ikareru otoko- | 4 aprile 2022 ISBN 978-4-08-883068-1 (ed. regolare) ISBN 978-4-08-908414-4 (ed. limitata) | 13 aprile 2023 ISBN 978-88-287-4857-1   |
| 19 | Capitoli - 162. Colonia Tokyo 1 (2) (東京第1結界②?, Tōkyō dai-ichi koronī ②) - 163. Colonia Tokyo 1 (3) (東京第1結界③?, Tōkyō dai-ichi koronī ③) - 164. Colonia Tokyo 1 (4) (東京第1結界④?, Tōkyō dai-ichi koronī ④) - 165. Colonia Tokyo 1 (5) (東京第1結界⑤?, Tōkyō dai-ichi koronī ⑤) - 166. Colonia Tokyo 1 (6) (東京第1結界⑥?, Tōkyō dai-ichi koronī ⑥) - 167. Colonia Tokyo 1 (7) (東京第1結界⑦?, Tōkyō dai-ichi koronī ⑦) - 168. Colonia Tokyo 1 (8) (東京第1結界⑧?, Tōkyō dai-ichi koronī ⑧) - 169. Colonia Tokyo 1 (9) (東京第1結界⑨?, Tōkyō dai-ichi koronī ⑨) - 170. Colonia Tokyo 1 (10) (東京第1結界⑩?, Tōkyō dai-ichi koronī ⑩) - 171. Colonia Tokyo 1 (11) (東京第1結界⑪?, Tōkyō dai-ichi koronī ⑪) |                                                                                           |                                         |
| 19 | Trama Dopo aver affrontato dei giocatori ostili, Yuji incontra una sua vecchia conoscenza di nome Amai, che si offre di scortarlo da Higuruma. L'offerta di Remi si rivela una trappola, e Megumi si ritrova davanti uno stregone chiamato Reggie. Itadori incontra Higuruma e propone la sua idea per aggiungere una nuova regola, ma questi rifiuta. Itadori inizia a combattere Higuruma, che tramite la sua tecnica riesce a renderlo privo dell'energia malefica riconoscendolo colpevole di un piccolo crimine compiuto in passato. Itadori chiede quindi un secondo processo, in cui conferma di essere responsabile della morte delle centinaia di persone uccise da Sukuna a Shibuya. Hiromi lascia che Yuji lo sconfigga dopo aver scoperto la sua innocenza, accettando di dargli 100 punti. Viene cosi stabilita una nuova regola, che consente ai giocatori di trasferire i loro punti, per non costringerli ad uccidere i loro avversari. Nel frattempo, Megumi scopre che Reggie è uno stregone che punta a creare un gruppo in grado di sopravvivere alla nuova fase che Kenjaku ha in mente per il girone mietitore, collezionando punti tutti insieme. Megumi tuttavia non è convinto da ciò, e gli chiede di cedergli i punti che ha accumulato con i suoi alleati per vedere se sta dicendo la verità. Reggie e i suoi sottoposti attaccano quindi Megumi, che viene improvvisamente aiutato da Takaba, un comico che partecipa al gioco, il quale affronta uno dei complici di Reggie, Hazenoki. Dopo essere riuscito a trascinare Reggie in una palestra, Megumi utilizza l'espansione del dominio. |                                                                                           |                                         |
| 20 | Colonia Sendai - Festa grossa - 「仙台結界-宴半ば-」 - Sendai koronī -utage nakaba- | 4 agosto 2022 ISBN 978-4-08-883201-2 (ed. regolare) ISBN 978-4-08-908434-2 (ed. limitata) | 8 giugno 2023 ISBN 978-88-287-4931-8    |
| 20 | Capitoli - 172. Colonia Tokyo 1 (12) (東京第1結界⑫?, Tōkyō dai-ichi koronī ⑫) - 173. Colonia Tokyo 1 (13) (東京第1結界⑬?, Tōkyō dai-ichi koronī ⑬) - 174. Colonia Sendai (1) (仙台結界①?, Sendai koronī ①) - 175. Colonia Sendai (2) (仙台結界②?, Sendai koronī ②) - 176. Colonia Sendai (3) (仙台結界③?, Sendai koronī ③) - 177. Colonia Sendai (4) (仙台結界④?, Sendai koronī ④) - 178. Colonia Sendai (5) (仙台結界⑤?, Sendai koronī ⑤) - 179. Colonia Sendai (6) (仙台結界⑥?, Sendai koronī ⑥) - 180. Colonia Sendai (7) (仙台結界⑦?, Sendai koronī ⑦) |                                                                                           |                                         |
| 20 | Trama Megumi riesce a superare in astuzia Reggie e a sconfiggerlo, e questi muore dopo aver dato a Megumi tutti i suoi punti insieme ad una maledizione. Mentre Hazenoki smette di combattere Takaba quando viene a sapere della sconfitta di Reggie, Megumi perde i sensi e viene soccorso da Hana Kurusu. Nel frattempo Yuta entra nella colonia di Sendai, deciso ad ottenere abbastanza punti per poter aiutare i suoi compagni e poi affrontare Kenjaku. Dopo aver ucciso lo stregone reincarnato Dhruv Lakdawalla, finisce per attirare l'attenzione degli ultimi tre concorrenti rimasti nella colonia. Yuta affronta per primo lo spirito maledetto di grado speciale Kurourushi, ed essendo a conoscenza che gli altri due giocatori li stanno osservando, combatte senza rivelare tutti suoi poteri. Yuta uccide la maledizione, ma gli altri due avversari, gli stregoni reincarnati Takako Uro e Ryu Ishigori, riescono a metterlo in difficoltà, spingendolo cosi a ricorrere alla vera forma di Rika. I tre combattenti decidono di usare tutti insieme l'espansione del dominio, ma lo scontro viene interrotto dall'intervento di un nuovo Kurourushi, generato dal primo. Yuta e Ryu ne approfittano per mettere fuori gioco sia Uro che la nuova maledizione, per poi dare sfogo ai rispettivi poteri, e Yuta infine sconfigge Ryu rivoltandogli contro il suo stesso attacco, e offrendogli così una battaglia sufficiente a soddisfare la sua fame. |                                                                                           |                                         |

## Volumi 21-30
| Nº | Titolo italiano Giapponese 「Kanji」 - Rōmaji | Data di prima pubblicazione                                                               | Data di prima pubblicazione                                                                  |
| Nº | Titolo italiano Giapponese 「Kanji」 - Rōmaji | Giapponese                                                                                | Italiano                                                                                     |
| 21 | Colonia Tokyo 2 - Grande fortuna - 「東京第二結界-豪運-」 - Tōkyō dai-ni koronī -gōun- | 2 dicembre 2022 ISBN 978-4-08-883311-8                                                    | 10 agosto 2023 ISBN 978-88-287-5632-3                                                        |
| 21 | Capitoli - 181. Colonia Tokyo 2 (1) (東京第2結界①?, Tōkyō dai-ni koronī ①) - 182. Colonia Tokyo 2 (2) (東京第2結界②?, Tōkyō dai-ni koronī ②) - 183. Colonia Tokyo 2 (3) (東京第2結界③?, Tōkyō dai-ni koronī ③) - 184. Colonia Tokyo 2 (4) (東京第2結界④?, Tōkyō dai-ni koronī ④) - 185. Bye Bye (バイバイ?, Bai bai) - 186. Colonia Tokyo 2 (5) (東京第2結界⑤?, Tōkyō dai-ni koronī ⑤) - 187. Colonia Tokyo 2 (6) (東京第2結界⑥?, Tōkyō dai-ni koronī ⑥) - 188. Colonia Tokyo 2 (7) (東京第2結界⑦?, Tōkyō dai-ni koronī ⑦) - 189. Colonia Tokyo 2 (8) (東京第2結界⑧?, Tōkyō dai-ni koronī ⑧) - 190. Colonia Tokyo 2 (9) (東京第2結界⑨?, Tōkyō dai-ni koronī ⑨) |                                                                                           |                                                                                              |
| 21 | Trama Yuta prende i punti dagli sconfitti Uro e Ryo. Nel frattempo nella colonia n. 2 di Tokyo, Hakari incontra l'aspirante mangaka Charles Bernard, che è stato gettato nella disperazione dopo essere stato coinvolto nel girone mietitore, quindi lo combatte, usando la sua espansione del dominio per sopraffarlo. Altrove, Panda incontra Hajime Kashimo, che lo annienta facilmente e distrugge i suoi nuclei, chiedendo di sapere dove si trova Sukuna, che desidera combattere. Hakari salva Panda e usando il potenziamento ottenuto grazie al suo jackpot, che lo rende immortale, combatte contro Kashimo. I due si scontrano, con Hakari che continua ad essere fortunato con la sua espansione del dominio, riavviando la sua invincibilità. Kashimo tenta un ultimo disperato tentativo con un attacco elettrico, ma Hakari sopravvive e lo sconfigge, facendo successivamente un patto con lui promettendogli che potrà combattere Sukuna se gli cede i suoi punti, cosa che lui accetta. Il gruppo incontra Momo che gli comunica le intenzioni degli altri studenti per fermare il girone. Due giorni dopo, nella colonia di Sakurajima, Maki e Noritoshi si occupano dei nemici rimanenti, quando all'improvviso si manifesta un potente spirito maledetto. |                                                                                           |                                                                                              |
| 22 | Colonia Sakurajima - Reincarnazione - 「桜島結界-転生-」 - Sakurajima koronī -tensei- | 3 marzo 2023 ISBN 978-4-08-883434-4                                                       | 12 ottobre 2023 ISBN 978-88-287-7057-2                                                       |
| 22 | Capitoli - 191. Colonia Sakurajima (1) (桜島結界①?, Sakura-jima koronī ①) - 192. Colonia Sakurajima (2) (桜島結界②?, Sakura-jima koronī ②) - 193. Colonia Sakurajima (3) (桜島結界③?, Sakura-jima koronī ③) - 194. Colonia Sakurajima (4) (桜島結界④?, Sakura-jima koronī ④) - 195. Colonia Sakurajima (5) (桜島結界⑤?, Sakura-jima koronī ⑤) - 196. Colonia Sakurajima (6) (桜島結界⑥?, Sakura-jima koronī ⑥) - 197. Colonia Sakurajima (7) (桜島結界⑦?, Sakura-jima koronī ⑦) - 198. Colonia Sakurajima (8) (桜島結界⑧?, Sakura-jima koronī ⑧) - 199. Soprannome (仇名?, Adana) |                                                                                           |                                                                                              |
| 22 | Trama Lo spirito maledetto attacca immediatamente Maki, rivelandosi come Naoya, reincarnato in uno spirito vendicativo poiché è stato ucciso senza energia malefica. Kamo, che a seguito dell'incidente di Shibuya ha perso la sua posizione di erede del clan in quanto Kenjaku ne ha preso in controllo, tenta di supportare Maki ma non è abbastanza veloce. Naoya si trasforma in un utero maledetto e ottiene una nuova forma in grado di fargli sopraffare facilmente i due studenti. Quando la situazione sembra volgere verso il peggio due concorrenti del girone fanno la loro comparsa. Hagane, uno spadaccino del passato ossessionato dalle katane, e Rokujushi, un lottatore ossessionato dal sumo. Entrambi supportano Maki, aiutandola a sbloccare il vero potenziale della spada che le aveva lasciato Mai e raggiungendo una nuova libertà. Ora al pieno delle sue capacità, con una forza del tutto simile a Toji, Maki esorcizza facilmente quello che rimane di Naoya. Due giorni dopo, Megumi si risveglia in una stanza d'albergo, in compagnia di Yuji, Takaba e Kurusu, la quale rivela di essere, come Yuji, il recipiente di uno stregone che si definisce "un angelo" e che non ha voluto sopprimerla del tutto. L'entità si offre di aiutarli a liberare Gojo, ma afferma che in cambio vuole che sconfiggano insieme a lei un essere chiamato "Colui che è caduto in disgrazia"; il quale si rivela essere Sukuna. |                                                                                           |                                                                                              |
| 23 | Stella e olio 「星と油」 - Hoshi to abura | 4 luglio 2023 ISBN 978-4-08-883628-7                                                      | 14 dicembre 2023 ISBN 978-88-287-7512-6                                                      |
| 23 | Capitoli - 200. Colloquio faccia a faccia (1) (直接会談①?, Chokusetsu kaidan ①) - 201. Colloquio faccia a faccia (2) (直接会談②?, Chokusetsu kaidan ②) - 202. Sangue e olio (1) (血と油①?, Chi to abura ①) - 203. Sangue e olio (2) (血と油②?, Chi to abura ②) - 204. Sangue e olio (3) (血と油③?, Chi to abura ③) - 205. Stella e olio (1) (星と油①?, Hoshi to abura ①) - 206. Stella e olio (2) (星と油②?, Hoshi to abura ②) - 207. Stella e olio (3) (星と油③?, Hoshi to abura ③) - 208. Stella e olio (4) (星と油④?, Hoshi to abura ④) |                                                                                           |                                                                                              |
| 23 | Trama Mentre Yuji e gli altri discutono sul da farsi, Kogane dichiara che più di 800 giocatori si stavano unendo al girone mietitore. Nei mesi precedenti, Kenjaku ha provveduto a rivelare ai governi di tutto il mondo l'esistenza degli stregoni e degli spiriti maledetti, facendo loro credere che possano essere usati come fonte di energia, e ha presentato loro un piano per rapire gli stregoni con la scusa di proteggere i cittadini giapponesi dal resto del mondo. Il 16 novembre, Kenjaku irrompe nella Tomba del Corridoio Stellare deciso ad assorbire Tengen, e fronteggia Choso, rivelandogli che il suo piano è quello di sfruttare il girone mietitore e la fusione degli umani con Tengen per spingere oltre i limiti attuali le possibilità dell'energia malefica, con lo scopo di creare una creatura superiore ad esseri umani e maledizioni. Deciso a far svelare al nemico tutte le sue tecniche, Choso lotta fino allo stremo, costringendo Kenjaku a ricorrere ad una tecnica diversa dalla manipolazione degli spiriti maledetti, finché Yuki arriva in suo soccorso. Neanche gli sforzi combinati di Choso, Yuki e Tengen riescono fermare Kenjaku, cosi Yuki, dopo aver allontanato Choso, rinuncia a curarsi o scappare e si sacrifica per fermare Kenjaku creando un buco nero, ma questi riesce a salvarsi all'ultimo momento e raggiunge il vero corpo di Tengen. |                                                                                           |                                                                                              |
| 24 | La manifestazione terrena dell'utero maledetto - Il ritorno - 「呪胎戴天-再帰-」 - Jutai taiten -saiki- | 4 ottobre 2023 ISBN 978-4-08-883670-6                                                     | 8 febbraio 2024 ISBN 978-88-287-8146-2                                                       |
| 24 | Capitoli - 209. Offerta all'ignoto (1) (未知への供物①?, Michi e no kumotsu ①) - 210. Offerta all'ignoto (2) (未知への供物②?, Michi e no kumotsu ②) - 211. Maturare (熟む?, Umu) - 212. Marcire (膿む?, Umu) - 213. La manifestazione terrena dell'utero maledetto 5 (呪胎戴天―伍―?, Jutai taiten ―go―) - 214. La manifestazione terrena dell'utero maledetto 6 (呪胎戴天―陸―?, Jutai taiten ―roku―) - 215. La manifestazione terrena dell'utero maledetto 7 (呪胎戴天―漆―?, Jutai taiten ―shichi―) - 216. Abluzione (1) (浴①?, Yoku ①) - 217. Abluzione (2) (浴②?, Yoku ②) |                                                                                           |                                                                                              |
| 24 | Trama Il 14 novembre, i soldati stranieri attaccano le colonie, fronteggiando diversi stregoni e maledizioni evocate da Kenjaku, il quale vuole sfruttare le loro morti per rilasciare quanta più energia malefica possibile e avviare la fusione con Tengen. Il gruppo di Yuji ne viene a conoscenza, e Yuji decide di aiutare i soldati. Kurusu sceglie cosi di schierarsi dalla loro parte. Due giorni dopo, Itadori e gli altri decidono di usare i loro punti per aggiungere una regola secondo cui un giocatore potrà decidere di abbandonare la competizione se spenderà 100 punti per scegliere un sostituto al di fuori delle barriere. Maki e Ijichi portano Tsumiki da Megumi, ma una volta ricevuti i punti, Tsumiki li usa per aggiungere un'ulteriore regola, che consente ai giocatori di uscire ed entrare dalle barriere a piacimento. Tsumiki rivela di essere la recipiente di uno stregone chiamata Yorozu, che esprime il desiderio di voler combattere con Sukuna, prima di fuggire. Questi, mettendo in atto il patto concordato in precedenza con Yuji, prende il controllo di questi per un minuto, neutralizza Kurusu e fa ingerire a Megumi un suo dito, prendendo possesso del suo corpo. Dopo aver facilmente sconfitto Yuji, Sukuna viene attaccato dall'angelo e da Hana, ma quest'ultima cade nell'inganno di Sukuna e viene ferita. Yuji si riprende e affronta Sukuna, riuscendo a resistere ai suoi colpi. Maki giunge in suo aiuto, e Sukuna capisce che Megumi gli impedisce di uccidere i suoi compagni. Uraume giunge sul luogo e attacca Yuji e Maki, consentendo cosi a Sukuna di fuggire. Sukuna termina il bagno rituale preparato da Uraume ed esprime a Kenjaku l'intenzione di uccidere Tsumiki per gettare Megumi nella disperazione e prendere possesso definitivo del suo corpo. Sukuna arriva quindi alla colonia di Sendai e uccide Ryu, e poi si appresta a combattere Yorozu. |                                                                                           |                                                                                              |
| 25 | Resa dei conti nel deserto demoniaco di Shinjuku 「人外魔境新宿決戦」 - Jingai makyō Shinjuku kessen | 4 gennaio 2024 ISBN 978-4-08-883799-4                                                     | 6 giugno 2024 ISBN 978-88-287-8950-5                                                         |
| 25 | Capitoli - 218. Abluzione (3) (浴③?, Yoku ③) - 219. Abluzione (4) (浴④?, Yoku ④) - 220. Autocostringersi all'autopurificazione (自浄自縛?, Jijō jibaku) - 221. Acquisizioni e perdite (得喪?, Tokusō) - 222. Presagio (予兆?, Yochō) - 223. Resa dei conti nel deserto demoniaco di Shinjuku (人外魔境新宿決戦①?, Jingai makyō Shinjuku kessen ①) - 224. Resa dei conti nel deserto demoniaco di Shinjuku (2) (人外魔境新宿決戦②?, Jingai makyō Shinjuku kessen ②) - 225. Resa dei conti nel deserto demoniaco di Shinjuku (3) (人外魔境新宿決戦③?, Jingai makyō Shinjuku kessen ③) - 226. Resa dei conti nel deserto demoniaco di Shinjuku (4) (人外魔境新宿決戦④?, Jingai makyō Shinjuku kessen ④) - 227. Resa dei conti nel deserto demoniaco di Shinjuku (5) (人外魔境新宿決戦⑤?, Jingai makyō Shinjuku kessen ⑤) |                                                                                           |                                                                                              |
| 25 | Trama Sukuna combatte Yorozu usando solo la Tecnica delle Dieci Ombre per rendere il combattimento più doloroso per Megumi. Evocando un Mahoraga ormai addomesticato, Sukuna sconfigge Yorozu, che lo ringrazia prima di morire, mentre Megumi sprofonda ulteriormente nella disperazione. Kenjaku implementa forzatamente una regola per fare in modo che il girone mietitore termini con la morte di tutti i giocatori tranne lui e Sukuna. Hana e l'angelo riescono a sopravvivere all'attacco di Sukuna grazie ad Amai e Takaba e, con tutti riuniti, aprono con successo il sigillo di Gojo. Una volta liberato, Gojo emerge per affrontare Kenjaku e Sukuna, e decidono di avere il loro confronto finale il 24 dicembre. Ciascuna parte si prepara per la battaglia, con Sukuna che ingerisce tutte le sue dita rimanenti tranne una e Yuji che riceve l'addestramento per nuove tecniche. Il giorno del combattimento, mentre Kenjaku va a rintracciare i restanti giocatori, Gojo e Sukuna combattono a Shinjuku, mentre la lotta viene trasmessa in diretta da Mei Mei e vista dal resto degli stregoni. Gojo e Sukuna combattono quasi alla pari in termini di forza. Durante uno scontro per l'espansione del dominio, Sukuna ha quasi il sopravvento, ma la tecnica di guarigione inversa di Gojo gli permette di guarire e riprendere il controllo. Attraverso delle lotte per il dominio, Gojo riesce a creare un piccolo dominio che avvolge entrambi. |                                                                                           |                                                                                              |
| 26 | Verso sud 「南へ」 - Minami e | 4 aprile 2024 ISBN 978-4-08-883884-7 (ed. regolare) ISBN 978-4-08-908458-8 (ed. limitata) | 12 dicembre 2024 ISBN 979-12-21904-67-3 (ed. regolare) ISBN 979-12-21903-98-0 (ed. limitata) |
| 26 | Capitoli - 228. Resa dei conti nel deserto demoniaco di Shinjuku 6 (人外魔境新宿決戦⑥?, Jingai makyō Shinjuku kessen ⑥) - 229. Resa dei conti nel deserto demoniaco di Shinjuku 7 (人外魔境新宿決戦⑦?, Jingai makyō Shinjuku kessen ⑦) - 230. Resa dei conti nel deserto demoniaco di Shinjuku 8 (人外魔境新宿決戦⑧?, Jingai makyō Shinjuku kessen ⑧) - 231. Resa dei conti nel deserto demoniaco di Shinjuku 9 (人外魔境新宿決戦⑨?, Jingai makyō Shinjuku kessen ⑨) - 232. Resa dei conti nel deserto demoniaco di Shinjuku 10 (人外魔境新宿決戦⑩?, Jingai makyō Shinjuku kessen ⑩) - 233. Resa dei conti nel deserto demoniaco di Shinjuku 11 (人外魔境新宿決戦⑪?, Jingai makyō Shinjuku kessen ⑪) - 234. Resa dei conti nel deserto demoniaco di Shinjuku 12 (人外魔境新宿決戦⑫?, Jingai makyō Shinjuku kessen ⑫) - 235. Resa dei conti nel deserto demoniaco di Shinjuku 13 (人外魔境新宿決戦⑬?, Jingai makyō Shinjuku kessen ⑬) - 236. Verso sud (南へ?, Minami e) |                                                                                           |                                                                                              |
| 26 | Trama Mentre Yuji e gli altri stregoni continuano ad assistere allo scontro, Sukuna e Gojo continuano a combattere sfoderando i loro domini, e il dominio di Gojo riesce infine ad avere la meglio sul dominio di Sukuna. Questi pero, riesce ad evocare Mahoraga, il quale si adatta rapidamente al dominio di Gojo, che inizia inoltre a subire i contraccolpi dovuti all'aver usato troppo il suo dominio, ma anche Sukuna ne subisce gli effetti in ritardo. Sukuna decide quindi di utilizzare la capacità di adattamento di Mahoraga per affrontare la tecnica di Gojo, il quale ha sua volta intenzione di vincere prima che lo shikigami possa adattarsi completamente alla sua tecnica. Nonostante Mahoraga riesca a tagliare un braccio a Gojo, questi riesce comunque a guarirsi e a rilasciare il viola alla massima potenza, distruggendo apparentemente lo shikigami e ferendo Sukuna. Sukuna riesce però ad usare Mahoraga per analizzare la tecnica dell'infinito di Gojo ad un livello tale da affinare la sua tecnica di taglio, usandola per superare le difese di Gojo ed eliminando lo spazio in cui si trovava, uscendo vincitore dal duello tra i più forti. Mentre Hakari impedisce ad Uraume di intervenire, Kashimo si lancia in battaglia per affrontare Sukuna. |                                                                                           |                                                                                              |
| 27 | Baka Survivor! 「バカサバイバー!!」 - Baka sabaibā!! | 4 luglio 2024 ISBN 978-4-08-884115-1                                                      | 26 giugno 2025 ISBN 979-12-21921-25-0                                                        |
| 27 | Capitoli (traduzioni letterali dei titoli) - 237. Resa dei conti nel deserto demoniaco di Shinjuku 14 (人外魔境新宿決戦⑭?, Jingai makyō Shinjuku kessen ⑭) - 238. Resa dei conti nel deserto demoniaco di Shinjuku 15 (人外魔境新宿決戦⑮?, Jingai makyō Shinjuku kessen ⑮) - 239. Baka Survivor! (バカサバイバー!!?, Baka sabaibā!!) - 240. Sopravvivi!! (生き残れ!!?, Ikinokore!!) - 241. Vinci e continua a vivere!! (勝ち残れ!!?, Kachinokore!!) - 242. Vola in alto!! (舞い上がれ!!?, Maiagare!!) - 243. Sii felice!! (さんざめけ!!?, Sanzameke!!) - 244. Resa dei conti nel deserto demoniaco di Shinjuku 16 (人外魔境新宿決戦⑯?, Jingai makyō Shinjuku kessen ⑯) - 245. Resa dei conti nel deserto demoniaco di Shinjuku 17 (人外魔境新宿決戦⑰?, Jingai makyō Shinjuku kessen ⑰) |                                                                                           |                                                                                              |
| 27 | Trama Kashimo sfodera la sua tecnica maledetta e Sukuna sceglie di ottenere nuovamente la sua forma originale, sconfiggendolo. Hakari affronta Uraume, mentre Yuji e Higuruma arrivano sul campo di battaglia. Nel frattempo, Kenjaku continua il suo piano dando la caccia e uccidendo i concorrenti rimasti del girone, tra cui Hazenoki, ma si imbatte in Takaba, che riesce a resistere ai suoi attacchi grazie alla sua tecnica, che trasforma in realtà tutto ciò che lui trova divertente. Kenjaku capisce il funzionamento della tecnica di Takaba e, facendogli perdere la fiducia nella sua capacità di comico, riesce a prevalere. Takaba ricorda le sue origini e riacquista la fiducia nella sua comicità, riattivando la sua tecnica. Rendendosi conto che lo scontro finirà solo quando la voglia di ridere di Takaba sarà soddisfatta, Kenjaku decide di assecondarlo. Alla fine, Kenjaku esce vincitore, ma la battaglia lo distrae abbastanza a lungo da permettere a Yuta di coglierlo di sorpresa, tagliandogli la testa. Kenjaku si lamenta del risultato, ma afferma che la sua volontà sarà portata avanti. Di ritorno a Shinjuku, Yuji e Higuruma affrontano Sukuna, usando il dominio di Higuruma per condannarlo a morte. Tuttavia, sebbene ciò abbia successo, viene confiscato solo lo strumento maledetto di Sukuna, piuttosto che la sua energia malefica, rovinando i loro piani. |                                                                                           |                                                                                              |
| 28 | 「人外魔境新宿決戦-星目-」 - Jingai makyō Shinjuku kessen -seimoku- – "Resa dei conti nel deserto demoniaco di Shinjuku - Nove Principi -" | 4 ottobre 2024 ISBN 978-4-08-884211-0                                                     | settembre 2025                                                                               |
| 28 | Capitoli (traduzioni letterali dei titoli) - 246. Resa dei conti nel deserto demoniaco di Shinjuku 18 (人外魔境新宿決戦⑱?, Jingai makyō Shinjuku kessen ⑱) - 247. Resa dei conti nel deserto demoniaco di Shinjuku 19 (人外魔境新宿決戦⑲?, Jingai makyō Shinjuku kessen ⑲) - 248. Resa dei conti nel deserto demoniaco di Shinjuku 20 (人外魔境新宿決戦⑳?, Jingai makyō Shinjuku kessen ⑳) - 249. Resa dei conti nel deserto demoniaco di Shinjuku 21 (人外魔境新宿決戦㉑?, Jingai makyō Shinjuku kessen ㉑) - 250. Resa dei conti nel deserto demoniaco di Shinjuku 22 (人外魔境新宿決戦㉒?, Jingai makyō Shinjuku kessen ㉒) - 251. Resa dei conti nel deserto demoniaco di Shinjuku 23 (人外魔境新宿決戦㉓?, Jingai makyō Shinjuku kessen ㉓) - 252. Resa dei conti nel deserto demoniaco di Shinjuku 24 (人外魔境新宿決戦㉔?, Jingai makyō Shinjuku kessen ㉔) - 253. Resa dei conti nel deserto demoniaco di Shinjuku 25 (人外魔境新宿決戦㉕?, Jingai makyō Shinjuku kessen ㉕) - 254. Resa dei conti nel deserto demoniaco di Shinjuku 26 (人外魔境新宿決戦㉖?, Jingai makyō Shinjuku kessen ㉖) |                                                                                           |                                                                                              |
| 28 | Trama Gli altri stregoni intervengono in aiuto di Higuruma, ma questi è pronto ad abbracciare il suo ruolo fino alla fine, consegnando a Yuji la sua "spada del boia" prima di soccombere alle ferite. Yuji tuttavia non riesce a colpire Sukuna, in quanto la spada si disintegra subito dopo, mentre Higuruma viene portato via dal campo di battaglia da Ui Ui e Kirara. Irritato dalla volontà indomabile di Yuji, Sukuna decide di distruggere totalmente il suo spirito e accetta cosi il piano di riserva di Kenjaku, ottenendo l'autorità di attivare la fusione con Tengen. Yuta, che nel frattempo ha inflitto il colpo di grazia a Kenjaku, arriva sul campo di battaglia riuscendo ad imprigionare Sukuna dentro il suo dominio, e con i pugni in grado di colpire l'anima di Yuji e Rika al suo fianco, cerca di aprire la strada agli stregoni per abbattere Sukuna. Yuta attiva la tecnica di Hana, consentendo a Yuji di raggiungere finalmente l'anima di Megumi, ma questi non ha più la volontà di vivere, e Sukuna riesce così a ferire Yuta e ad respingere Yuji. Maki entra quindi nella lotta mentre gli altri si riprendono, e riesce a tenere Sukuna sulla difensiva, con lui che trova interessante la sua restrizione celeste. La gioia che prova dalla lotta gli consente di eseguire un fulmine nero, neutralizzando Maki e lasciando solo Kusakabe sul campo di battaglia. Nonostante lo svantaggio, Kusakabe usa il suo quasi-dominio per tenere Sukuna occupato, ma ha la peggio. Sukuna tenta quindi di attaccare Ui Ui, che viene salvato appena in tempo da Miguel. |                                                                                           |                                                                                              |
| 29 | 「人外魔境新宿決戦-活死-」 - Jingai makyō Shinjuku kessen -Iki shini- – "Resa dei conti nel deserto demoniaco di Shinjuku - Vita e morte -" | 25 dicembre 2024 ISBN 978-4-08-884377-3                                                   | novembre 2025                                                                                |
| 29 | Capitoli (traduzioni letterali dei titoli) - 255. Resa dei conti nel deserto demoniaco di Shinjuku 27 (人外魔境新宿決戦㉗?, Jingai makyō Shinjuku kessen ㉗) - 256. Resa dei conti nel deserto demoniaco di Shinjuku 28 (人外魔境新宿決戦㉘?, Jingai makyō Shinjuku kessen ㉘) - 257. Resa dei conti nel deserto demoniaco di Shinjuku 29 (人外魔境新宿決戦㉙?, Jingai makyō Shinjuku kessen ㉙) - 258. Resa dei conti nel deserto demoniaco di Shinjuku 30 (人外魔境新宿決戦㉚?, Jingai makyō Shinjuku kessen ㉚) - 259. Resa dei conti nel deserto demoniaco di Shinjuku 31 (人外魔境新宿決戦㉛?, Jingai makyō Shinjuku kessen ㉛) - 260. Resa dei conti nel deserto demoniaco di Shinjuku 32 (人外魔境新宿決戦㉜?, Jingai makyō Shinjuku kessen ㉜) - 261. Resa dei conti nel deserto demoniaco di Shinjuku 33 (人外魔境新宿決戦㉝?, Jingai makyō Shinjuku kessen ㉝) - 262. Resa dei conti nel deserto demoniaco di Shinjuku 34 (人外魔境新宿決戦㉞?, Jingai makyō Shinjuku kessen ㉞) - 263. Resa dei conti nel deserto demoniaco di Shinjuku 35 (人外魔境新宿決戦㉟?, Jingai makyō Shinjuku kessen ㉟) |                                                                                           |                                                                                              |
| 29 | Trama Una coppia di stregoni precedentemente alleati con Geto, Miguel e Larue, affrontano Sukuna e si ritirano prima che possano essere feriti. Yuji, Choso e Maki continuano a combattere contro Sukuna, e Yuji riesce a colpirlo con un fulmine nero e a risvegliare il suo pieno potenziale. In un flashback, Sukuna rivela ad Uraume di come Yuji sia in realtà il figlio di Kenjaku e che suo padre, Jin Itadori, sia la reincarnazione del suo fratello gemello, che mangiò nel grembo materno. Sukuna usa un'espansione del dominio che dura 99 secondi, e le stesse fiamme che ha usato per incenerire Jogo e Mahoraga. Choso sacrifica la sua vita per Yuji, mentre Todo arriva sul campo di battaglia, rivelando che ha salvato gli altri con la sua tecnica. Todo e Yuji combattono contro Sukuna, ma prima che possa utilizzare un'altra espansione del dominio viene fermato da Yuta, il quale ha copiato la tecnica di scambio di corpi di Kenjaku e ha inserito il suo cervello dentro il corpo di Gojo, come ultima risorsa. Yuta riprende la lotta contro Sukuna, mentre questi si scusa per averlo sottovalutato mentre iniziano a combattere. Con l'aiuto di Inumaki, Yuta riesce a colpire Sukuna, prima di collassare. Yuji e Todo riprendono a combattere contro Sukuna, il quale si rende conto che i colpi di Yuji stanno indebolendo il suo controllo sul corpo di Megumi e va nel panico. Todo usa quindi la sua tecnica per portare Hana sul campo di battaglia in modo che possa colpire Sukuna. |                                                                                           |                                                                                              |
| 30 | 「これから」 - Kore kara – "Da ora in poi" | 25 dicembre 2024 ISBN 978-4-08-884378-0                                                   | novembre 2025                                                                                |
| 30 | Capitoli (traduzioni letterali dei titoli) - 264. Resa dei conti nel deserto demoniaco di Shinjuku 36 (人外魔境新宿決戦㊱?, Jingai makyō Shinjuku kessen ㊱) - 265. Quel giorno (あの日?, Ano hi) - 266. Resa dei conti nel deserto demoniaco di Shinjuku 37 (人外魔境新宿決戦㊲?, Jingai makyō Shinjuku kessen ㊲) - 267. Resa dei conti nel deserto demoniaco di Shinjuku 38 (人外魔境新宿決戦㊳?, Jingai makyō Shinjuku kessen ㊳) - 268. Risolvere i problemi (決着?, Ketchaku) - 269. Considerazioni (検討?, Kentō) - 270. La fine del sogno (夢の終わり?, Yume no owari) - 271. Da ora in poi (これから?, Kore kara) - Epilogo (エピローグ?, Epirōgu) |                                                                                           |                                                                                              |
| 30 | Trama Approfittando del fatto che la tecnica di Hana si è indebolita a causa della perdita del braccio, Sukuna cerca di colpirla con un fulmine nero, ma Todo blocca il colpo. Tuttavia, l'impatto rende inabili entrambi. Dopo aver riacquistato la tecnica di guarigione, Sukuna riprende ad affrontare Yuji, ma questi riesce ad intrappolarlo nella sua espansione del dominio. Yuji mostra a Sukuna i suoi ricordi, e gli spiega la sua nuova filosofia di vita. Sukuna si rende conto che Yuji lo compatisce e, furioso, dichiara la sua intenzione di uccidere tutti coloro che ama. Yuji e Sukuna continuano a combattere all'interno del dominio e, malgrado Sukuna venga ostacolato all'interno da Megumi, riesce a ristabilire l'energia malefica. Poco prima di attivare il suo dominio però, Sukuna viene colpito dalla Risonanza di Nobara sul suo ultimo dito, che Gojo aveva nascosto, e questo permette a Yuji di tagliare il confine che separa l'anima di Megumi dalla sua e separare i due. Yuji raccoglie i resti di Sukuna e gli chiede di provare a vivere insieme, ma questi rifiuta l'offerta, tramutandosi in polvere. Altrove, Uraume percepisce la sconfitta di Sukuna e si uccide, non vedendo più alcun senso nella vita. All'istituto, Megumi si risveglia e si riunisce con Yuji e Nobara. I tre poi incontrano Yuta, tornato nel suo corpo, e il resto degli stregoni sopravvissuti (tra cui Higuruma), facendo il punto della situazione. Gli stregoni usano i resti di Tengen per stabilizzare le sue barriere, mentre i giocatori del girone mietitore tornano alla loro vita normale. I ragazzi del primo anno svolgono una nuova missione, aiutando una coppia colpita da una maledizione. I tre catturano il responsabile e Yuji, ricordando le parole di Gojo, si confronta pacificamente con lui. L'anima di Sukuna incontra l'anima di Mahito in un limbo, e gli dice che se mai avrà una nuova possibilità di vita sceglierà una strada diversa, deludendo lo spirito maledetto. Il manga si chiude mostrando il capanno degli attrezzi della vecchia scuola di Yuji, in cui si trova l'ultimo dito di Sukuna, libero dalla maledizione. |                                                                                           |                                                                                              |